# Gottsmannsgrün (Schwarzenbach am Wald)
Gottsmannsgrün ist ein Gemeindeteil der Stadt Schwarzenbach am Wald im Landkreis Hof (Oberfranken, Bayern). Gottsmannsgrün liegt in der Gemarkung Meierhof. Zu Gottmannsgrün gehört die Böckföhrenmühle.

## Geografie
Das Dorf liegt an der Zegast. Eine Gemeindeverbindungsstraße führt die Bundesstraße 173 unterquerend nach Schwarzenstein (0,6 km östlich) bzw. nach Meierhof zur Kreisstraße HO 28 (1,5 km nördlich).

## Geschichte
Gegen Ende des 18. Jahrhunderts bestand Gottsmannsgrün aus 18 Anwesen. Die Hochgerichtsbarkeit sowie die Dorf- und Gemeindeherrschaft hatten das bayreuthische Verwaltungsamt Schwarzenbach am Wald, das Rittergut Schwarzenstein, Rittergut Schwarzenbach und das Rittergut Lippertsgrün gemeinsam inne. Grundherren waren das Verwaltungsamt Schwarzenbach (4 Güter, 2 Gütlein, 1 Haus) und das Rittergut Schwarzenstein (Oberes Schloss: 1 Mühle, 3 Häuser; Unteres Schloss: 1 Mühle, 2 Güter, 1 Gütlein, 3 Häuser).
Von 1797 bis 1810 unterstand Gottsmannsgrün dem Justiz- und Kammeramt Naila. Infolge des Ersten Gemeindeedikts wurde Gottsmannsgrün dem 1812 gebildeten Steuerdistrikt Schwarzenbach am Wald und der zugleich entstandenen Ruralgemeinde Meierhof zugewiesen. Am 1. Januar 1972 wurde Gottsmannsgrün im Zuge der Gebietsreform in Bayern nach Schwarzenbach eingegliedert.

### Einwohnerentwicklung
| Jahr      | 001819 | 001861 | 001871 | 001885 | 001900 | 001925 | 001950 | 001961 | 001970 | 001987 | 002020 |
| Einwohner | 95     | 162    | 149    | 139    | 133    | 115    | 114    | 93     | 105    | 85     | 49     |
| Häuser    |        |        |        | 19     | 19     | 19     | 21     | 21     |        | 25     |        |
| Quelle    | [ 6 ]  | [ 9 ]  | [ 10 ] | [ 11 ] | [ 12 ] | [ 13 ] | [ 14 ] | [ 15 ] | [ 16 ] | [ 17 ] | [ 1 ]  |

## Religion
Gottsmannsgrün ist seit der Reformation evangelisch-lutherisch geprägt und bis heute nach Schwarzenbach am Wald gepfarrt.